# Basilia ruiae
Basilia ruiae är en tvåvingeart som beskrevs av Graciolli 2003. Basilia ruiae ingår i släktet Basilia och familjen lusflugor. Inga underarter finns listade i Catalogue of Life.